# Татэдзаки, Каори
Као́ри Татэдза́ки (также Као́ру Татэса́ки) (яп. 館崎 香 Tatezaki Kaori, Tatesaki Kaoru) — японская кёрлингистка.
В составе женской сборной Японии участница чемпионата мира 1990 (заняли десятое место). Двукратная чемпионка Японии среди женщин.
Играла на позициях первого и третьего.

## Достижения
- Чемпионат Японии по кёрлингу среди женщин: золото (1989), бронза (1990).

## Команды
| Сезон   | Четвёртый   | Третий          | Второй    | Первый         | Запасной      | Турниры            |
| ------- | ----------- | --------------- | --------- | -------------- | ------------- | ------------------ |
| 1988—89 | Минори Кудо | Каору Татэсаки  | Эцуко Ито | Маюми Абэ      | Mayumi Kaneko | ЧЯЖ 1989           |
| 1989—90 | Минори Кудо | Маюми Абэ       | Эцуко Ито | Каору Татэсаки | Маюми Сэгути  | ЧЯЖ 1990           |
| 1989—90 | Мидори Кудо | Каори Татэдзаки | Эцуко Ито | Маюми Абэ      | Маюми Сэгути  | ЧМ 1990 (10 место) |

(скипы выделены полужирным шрифтом)